# Museu Canoviano
O Museu Canoviano é um museu de arte da Itália, dedicado à preservação da memória e da obra do escultor Antonio Canova. Está localizado na cidade natal do artista, Possagno.
O museu guarda um expressivo conjunto de suas esculturas e muitos de seus modelos para suas obras definitivas, além de pinturas, desenhos e aquarelas, esboços e projetos, ferramentas de escultura e vários outros itens, acervo que foi formado inicialmente com o espólio encontrado em seu atelier romano por ocasião de sua morte em 1822. De lá foi transferido para Possagno por seu meio-irmão Giovanni Battista Sartori, juntando-se com o que permanecia no atelier que Canova mantinha em sua casa natal. Em 1832 Sartori mandou erguer um prédio para abrigar a coleção, adjacente à casa onde ele nascera, e em 1853 criou uma fundação para gerir o legado canoviano. Em meados do século XX o prédio foi ampliado e provido de infraestrutura expositiva moderna.

## História
A Gipsoteca está localizada em Possagno, perto do local de nascimento de Canova. O escultor costumava regressar a este local para se refrescar ao ar livre e fazer uma pausa da quantidade de trabalho que tinha no seu atelier romano. Quando regressou à sua terra natal, Canova, sentindo a falta do mármore, dedicou-se à pintura, razão pela qual algumas das suas pinturas estão aqui guardadas.
A Gipsoteca foi construída por ordem de Giovanni Battista Sartori, meio-irmão de Canova e Bispo de Mindo; queria erguer um edifício que pudesse conter as obras de gesso e os esboços de terracota e barro que se encontravam no atelier da Via delle Colonnette, em Roma. As obras foram transportadas para Possagno a partir de 1829. O que se queria recriar neste local era o layout existente no atelier do artista. O projeto foi confiado ao arquiteto veneziano Francesco Lazzari, que iniciou a obra em 1834 e a concluiu em 1836. A primeira instalação foi comissariada pelo escultor Pasino Tonin e concluída em 1844. Em 1853, os edifícios e coleções da Gipsoteca foram vendidos por Sartori ao município de Possagno.
A beleza deste local foi manchada pelos projécteis da Primeira Guerra Mundial; em 1917 alguns moldes de gesso foram destruídos e outros danificados. A estrutura também sofreu grandes danos. A Gipsoteca foi reaberta ao público em 1922, depois de Stefano e Siro Serafin terem realizado um grande projeto de restauro das obras. Durante a Segunda Guerra Mundial, como precaução, as estátuas foram trazidas para o interior do Templo de Possagno e aí permaneceram até 1946. Foram então reorganizadas de acordo com o espírito que Giovanni Battista Sartori queria impressionar quando concebeu este local. 

Um ano importante para a Gipsoteca foi 1957, quando o arquiteto veneziano Carlo Scarpa projetou uma ampliação do edifício para permitir que todas as obras fossem adequadamente abrigadas; de facto, muitas estátuas ainda estavam armazenadas, incluindo os modelos de terracota. Scarpa organizou as obras-primas de forma cenográfica, distribuindo-as por vários níveis, permitindo que a luz natural entrasse por cima.

Hecuba e as mulheres troianas oferecem o peplum a Pallas.
A morte de Príamo